# Esplanade du Souvenir-Français
L'esplanade du Souvenir-Français est une voie située dans le quartier de l'École-Militaire du 7e arrondissement de Paris.

## Situation et accès
L'esplanade du Souvenir-Français est desservie à proximité par la ligne 13 à la station Saint-François-Xavier.

## Origine du nom
Elle porte le nom de l'association Le Souvenir français, fondée en 1887 après la guerre franco-prussienne de 1870 pour perpétuer la mémoire des morts français du conflit, en raison de sa proximité avec l'École militaire.

## Historique
La voie est créée en 1987 sur le terre-plein central de l'avenue de Breteuil pour le centenaire de l'association Le Souvenir français.

## Bâtiments remarquables et lieux de mémoire
- L'esplanade donne sur l'église Saint-François-Xavier et débouche sur les Invalides.